# 輪之内町立仁木小学校
輪之内町立仁木小学校（わのうちちょうりつ にきしょうがっこう）は、岐阜県安八郡輪之内町にある公立小学校。

## 通学区域
- 通学区域は福束新田の大部分、中郷新田の一部、藻池新田、海松新田、大吉新田、松内、下大榑新田の大部分、下大榑、福束の一部であり、公立中学校の進学先は輪之内町立輪之内中学校である[1]。

## 沿革
- 1873年（明治6年） - 
  - 崇文小学校が開校。福束新田、中郷新田、藻池新田、塩喰村の児童が通学する。
  - 　騶虞小学校が開校。松内村、下大榑村、下大榑新田、海松新田、大吉新田の児童が通学する。
- 1875年（明治8年） - 塩喰村が単独で塩喰小学校を開校[2]。
- 1885年（明治28年） - 崇文小学校が崇文尋常小学校、騶虞小学校が海松尋常小学校に、それぞれ改称する。
- 1897年（明治30年）4月1日 - 松内村、下大榑村、下大榑新田、福束新田、中郷新田、藻池新田、海松新田、大吉新田が合併し、仁木村が発足。
- 1903年（明治36年）
  - 4月 - 崇文尋常小学校と海松尋常小学校が統合し、仁木尋常小学校となる。下大榑（旧・崇文尋常小学校）と海松（旧・海松尋常小学校）を仮校舎とする。
  - 6月 - 仁木尋常高等小学校に改称する。
- 1905年（明治38年） - 現在地に統合校舎が完成する。
- 1941年（昭和16年） - 仁木国民学校に改称する。
- 1947年（昭和22年） - 仁木村立仁木小学校に改称する。
- 1954年（昭和29年）4月1日 - 大薮町、福束村、仁木村が合併し輪之内町が発足。同時に輪之内町立仁木小学校に改称する。
- 1976年（昭和51年） - 新校舎（鉄筋コンクリート造）、体育館が完成。
- 1981年（昭和56年） - 校舎（鉄筋コンクリート造）が完成。
- 1982年（昭和57年） - プールが完成。